# Varga Norbert (színművész)
Varga Norbert (1985. február 15. –) magyar színész.

## Életpályája
1985-ben született. 2013-ban diplomázott a Kaposvári Egyetemen színész szakán, Rusznyák Gábor osztályában. 2013-tól a nyíregyházi Móricz Zsigmond Színház tagja volt, ahol egyetemi gyakorlatát is töltötte.

## Színházi szerepeiből
- Molière: Tudós nők... Sebestyén Robi alias Mokka
- Anton Pavlovics Csehov: Sirály... Konsztantyin Gavrilovics Trepljov
- Bohumil Hrabal – Ivo Krobot: Túl zajos magány... Fiatal Hanta
- Agatha Christie: Egérfogó... Giles Ralston
- Marius von Mayenburg: Mártírok... Benjamin Südel (tanuló):
- Nick Whiteby: Lenni vagy nem lenni... Dowasz
- Csokonai Vitéz Mihály: Az özvegy Karnyóné és a két szeleburdiak... Tündérfi
- Jókai Mór: A kőszívű ember fiai... Goldner Fritz, forradalmár
- Török Sándor: Ez az enyém!... Imre; Fotogróf; Szeniczey; Sanyi
- Tasnádi István: Szibériai csárdás... Serevszkij adjutáns
- Tomku Kinga: Jonatán és a többiek... Kukacka
- Lénárd Róbert: Tetkó... János; Szultán

## Filmes és televíziós szerepei
- Egy rém rendes család Budapesten (2006) – Kampó
- Isztambul (2011) – Munk Zoli
- Saul fia (2015)
- A mi kis falunk (2019) – Férfi a városban
- Apatigris (2020) – Műszakvezető
- Mellékhatás (2020–2023) – Egér
- Keresztanyu (2021–2022) – Huba
- Brigi és Brúnó (2023) – Fodrász